# L'ostaggio (film 1916)
L'ostaggio è un film muto italiano del 1916 diretto da Romolo Bacchini.